# Carlos Rath
Carl Friedrich Joseph Rath, posteriormente, Frederico Carlos José Rath (Estugarda, Alemanha 31 de março de 1802 – São Paulo, Brasil 12 de junho de 1876) foi  doutor, arquiteto, engenheiro, geógrafo, desenhista, pintor, professor, geólogo e pai de quatro filhos, três homens e uma mulher. Foi um dos mais importantes nomes entre os protestantes do século XIX em São Paulo, o primeiro grande engenheiro da cidade e o responsável pela construção do Cemitério da Consolação.
Seu nome pode ser também encontrado em alemão como Karl Friedrich Joseph Rath, Friedrich Josef Carl Rath ou simplesmente Karl Rath ou Carl Rath. Em português  Frederico José Carlos Rath, Carlos José Frederico Rath, Carlos Frederico José Rath, Carlos Frederico Rath ou Carlos Rath.

## Biografia

### Formação
Rath tinha formação técnica em mecânica e recebeu o diploma de doutorado pela Faculdade de Filosofia da Universidade de Tübingen, mas ele recusou-o por motivos desconhecidos. Também trabalhou na universidade anteriormente mencionada como naturalista e professor. Além disso, ganhou um diploma de cordoeiro da Universidade Heilbronn em 4 de março de 1839.

### Família
Carlos Rath era pai de Daniel Rath, um dos fundadores do Instituto Histórico e Geográfico de São Paulo. O filho chegou ao Brasil dez anos depois da vinda do pai e trabalhou igualmente no setor de obras, no qual ficou até se aposentar no ano de 1890. Estudou engenharia, mas sem conseguir o diploma.  Acompanhava o pai nas expedições que este fazia em 1855 e, em 1856, foi nomeado ajudante da estrada de rodagem São Paulo-Santos, que era administrada por Carlos Rath. Depois tentou o ramo comercial, mas não obteve sucesso. No ano de 1871, conseguiu o cargo de desenhista da inspetoria Geral de Obras Públicas por meio de seu pai. Conquistou também o cargo de engenheiro fiscal de grandes obras. Além disso, produziu um mapa geográfico da província em 1882.

### Emigração
Não existe uma certeza sobre sua data de emigração, mas acredita-se que, em agosto de 1845, ele emigrou da Alemanha para o Brasil, onde se naturalizou e ficou conhecido como Frederico Carlos José Rath. Contudo, também há a possibilidade de que isso tenha ocorrido na década de 1830. No Brasil, estabilizou-se em São Paulo, onde ficou encarregado, na década de 1850 e 1860, com a função de engenheiro de obras da província e com várias obras de infraestrutura urbana, sendo, consequentemente, responsável também pelo desenvolvimento da cidade de São Paulo no século XIX.
Sobre a sua vinda ao Brasil, Friedrich Sommer, um estudioso da imigração alemã, criou uma hipótese. Ele justifica a chegada do geólogo pelo provável recebimento de financiamento de comerciantes alemães, os quais estariam interessados nas pedras e minerais brasileiros. Além dessa justificativa, também há a suposição de que haja uma relação com o fato de o alemão ser duas vezes viúvo. Outro suposto fator para sua vinda foi o grande incentivo do governo alemão à emigração ao Brasil.

### Estudos e mapas
Rath é lembrado pelos seus estudos, que, por ter conhecimentos profundos em aspectos geológicos e geográficos, acabaram sendo em sua maioria trabalhos nessas áreas. Um desses trabalhos seria, por exemplo, um em que escreve sobre grutas calcárias e os sambaquis que permeiam a costa brasileira, o qual foi realizado em 1871. Ele também fez vários desenhos, os quais foram, em sua maioria, de índios, da fauna e da flora brasileira.
Esse caráter artístico de sua personalidade também aparece na confecção de mapas, para a produção dos quais até desenvolveu um método que lhes permitia ser em relevo. Estes ele comercializava em Frankfurt. Seus mapas incluem os seguintes países: Alemanha, Brasil, Suíça e Suriname. Em 1853, houve um pedido do presidente da província para Rath desenhar um mapa tanto da cidade quanto da província. Acredita-se que esse pedido resultou na confecção do Mappa da Imperial Cidade de São Paulo em 1855. Além desse mapa o geógrafo também desenhou em 1868 outro, que ficou conhecido como Planta da Cidade de São Paulo. No ano de 1883, produziu o Mappa Relevo-Geographico da Collonia Suriname ou Goyana Hollandeza.
Além do método de produzir mapas em relevo, Carlos Rath construiu doze modelos de máquinas para as indústrias de tecelagem. Isso teve como consequência o patenteamento, em 1841, dessas máquinas, que durou seis anos. A patente havia sido vendida para a cidade de Munique.
Rath iniciou em 1845  uma pesquisa, pois lhe havia sido encomendado um estudo sobre aspectos geográficos e geológicos da região. Essa pesquisa resultou em Fragmentos Geológicos e Geographicos Etc. – para a parte physica da estatística das Províncias de São Paulo e Paraná começada em 1845. Esse estudo indicava a melhor localidade para uma colônia de alemães e suíços, através de uma descrição científica dos aspectos geográficos e geológicos das localidades.

### Expedições
O geólogo fazia diversas expedições científicas, as quais foram apoiadas pelo imperador da época, Dom Pedro II, o qual concedeu-lhe um documento que lhe permitiu livre circulação. Além do apoio dessa figura importante, Rath também tinha o apoio do Brigadeiro Rafael Tobias de Aguiar, o qual lhe fez uma carta de recomendação para que pudesse exercer sua expedição pelo interior do Estado. Em uma de suas expedições, Carlos Rath deparou-se com a Siderúrgica de Ipanema e vários imigrantes alemães que lá trabalhavam. Permaneceu então nessa região e escreveu sobre ela, mais especificamente, sobre sua geologia e mineralogia. Estabeleceu também uma coleção de cobras durante essa viagem.
Visitou também em suas viagens Itu, Piracicaba, Faxina, Vale do Ribeira, Paraná, Santa Catarina e Rio Grande do Sul. Mostrava grande interesse nas cavernas do Ribeira. Nessa região do Vale do Ribeiro esteve novamente em 1854 para fazer um estudo sobre uma estrada de Iguape a Juquiá, a qual está diretamente correlacionada com a colonização da região.

### Residência e sua ligação com a população
Na década de 1850, Rath fixou em São Paulo sua residência, a qual ficava no bairro da Glória, no Beco do Rath, atualmente conhecido por Rua Américo de Campos. Sua casa era ponto de reuniões de alemães como também lugar de coleções científicas, as quais proviam de suas expedições e gerariam o Museu Rath. Até Dom Pedro II prestou-lhe uma visita para não só fortalecer sua amizade, como também para visitar o museu que o engenheiro estabeleceu em sua casa. As peças desse museu foram o início da formação do Museu Paulista.
Por ter um extenso conhecimento de plantas de uso medicinal, ele era muito procurado para exercer a função de médico, como homeopata. Apesar de ter conhecimento sobre doenças e ter produzido remédios com plantas no laboratório de sua casa, ele não se considerava médico. No ano de 1853, ganhou o reconhecimento da população ao ser nomeado o melhor médico da província.

### Cemitérios
Carlos Rath foi o homem procurado para dizer sua opinião sobre o lugar mais adequado para a construção do primeiro cemitério da cidade, decisão que coube à Câmara em 1855. Ao final, escolheu o alto da Consolação como lugar para a implementação do cemitério, que ficou conhecido como Cemitério da Consolação. Para isso, Rath fez diversas pesquisas, incluindo estudos sobre o solo e os ventos. O cemitério foi resultado de uma tentativa de conscientização sobre o prejuízo causado pelos enterros feitos nas igrejas e em seus adros. O documento publicado em 1856, por ele chamado Memória sobre os cemitérios e o uso de enterrar nas Igrejas e suas origens também expõem esse prejuízo anteriormente mencionado.
Além do Cemitério da Consolação, Rath foi a figura principal da construção do Cemitério dos Protestantes. Isso ocorreu, pois o número de imigrantes alemães crescia e estes eram protestantes; então não poderiam ser enterrados em um cemitério católico. Surge assim a necessidade de um cemitério protestante.

### Projetos hídricos
O engenheiro também trabalhou em projetos sobre o abastecimento de água. Além disso, chegou a escrever Dissertação sobre as águas, na qual fala sobre os recursos hídricos de São Paulo. Em relação a essa área hídrica, Rath ficou responsável pela canalização do Rio Tamanduateí (1856) e por pequenos reparos no sistema de abastecimento de água.

### Obras de estradas e ruas
Outro de seus importantes papéis foi o comando, administração das obras de estradas da província e reparos de ruas na capital. Ele foi responsável pelo conserto, em 1855, da Rua da Glória, no qual usou empreiteiros alemães e portugueses. Essa rua era um importante acesso para o litoral, constituindo o início da Estrada de Santos. No mesmo ano, abriu a Rua Formosa, além de ter estado no comando das obras da Estrada da Maioridade. Sobre a obra da Estrada da Maioridade, Rath elaborou, em 1856, um relatório no qual falava das diversas dificuldades enfrentadas. O relatório foi publicado na circunstância de sua demissão, pois ele ficou desgostoso com o serviço de administrador da estrada.

### Falecimento
Após essa vasta participação de Rath no setor de obras, ele faleceu na Capital de São Paulo e foi enterrado no Cemitério dos Protestantes.